# Yimpaş

Logo

Die Yimpaş Holding ist ein türkischer Handelskonzern mit Zentrale in Yozgat, der in Deutschland in erster Linie dadurch bekannt wurde, dass die ihre deutschen Kaufhäuser betreibende Tochtergesellschaft Ymta ab den 1990er Jahren Anlagen vor allem türkischstämmiger Einwanderer in Deutschland veruntreute. Experten nennen die Vorgänge um sogenannte Islam-Holdings (Konya-Modell), an denen neben Yimpaş auch zahlreiche kleinere Unternehmen und Geschäftsleute aus der Türkei beteiligt waren, den größten Anlagenskandal, den Deutschland jemals erlebt habe. Die Stiftung für Türkeistudien und Integrationsforschung schätzt den entstandenen Schaden auf fünf Milliarden Euro. Andere Quellen halten auch einen Gesamtschaden von bis zu 50 Milliarden Euro für möglich.

## Hintergrund
Islam-Holdings werden als gottgefälliger und islamkonformer Weg angeboten, Geld profitabel, jedoch unverzinst, anzulegen, da Zinsen im Islam verboten sind. Die Anteilscheine an den Unternehmen bot man vor allem in deutschen Moscheevereinen an, wo die meisten strenggläubigen Deutschtürken zu finden sind. Daher blieben diese Vorgänge von der deutschen Mehrheitsgesellschaft weitgehend unbemerkt.

## Yimpaş in der Türkei
Die Yimpaş Holding wurde 1982 in Yozgat gegründet.
Als Vorbild gilt die Anfang der 1970er Jahre gegründete genossenschaftsähnliche Yibitaş Holding. Die türkischen Anleger in Europa wurden vom Vorstand kalt enteignet. Der einstige Chefbuchhalter von Yibitaş, Dursun Uyar, wurde Vorstandsvorsitzender der „Yimpaş Holding“.
Gegen den Yimpaş-Geschäftsführer Dursun Uyar liegt seit 2005 ein in Deutschland ausgestellter internationaler Haftbefehl vor.
In der Heimatstadt Yozgat wurde Dursun Uyar noch im November 2006 von der Handelskammer ausgezeichnet für „den Erfolg von vier Yimpaş-Exportunternehmen und die von ihnen gezahlten hohen Steuern“.

### Yimpaş Yozgatspor
Die Yimpaş Holding löste 1997 die Yibitaş Holding als Sponsor des Fußballvereins Yozgatspor ab. Yozgatspor stieg 1999/2000 in die höchste Liga der Türkei auf und belegte dort in der Saison 2000/2001 den siebenten Platz. In der folgenden Saison 2001/2002 stieg die Mannschaft allerdings als Tabellenletzter wieder ab. Zu Beginn der Saison 2005/2006 wurde der Sponsorenvertrag von Yozgatspor aufgelöst.

## Yimpaş in Europa
Die Europa-Zentrale war die im April 1999 gegründete und im Handelsregister des Kantons Nidwalden eingetragene „Yimpaş Group AG“. Die schweizerische Bundesanwaltschaft eröffnete bereits 2003 erste Ermittlungen wegen eines möglichen internationalen Millionenbetrugs, bei dem in der Schweiz 5000 Anleger um 115 Millionen Franken geprellt worden sein sollen. Schweizer Medien berichteten in der Folge ausführlich über die dubiosen Geschäfte der Yimpaş Group AG. Im Juli 2006 entschied das Nidwaldner Kantonsgericht, dass die Yimpaş Group AG die Gelder an ihre Anleger zurückzahlen muss. Dabei befand das Gericht, dass es sich bei den umstrittenen Geschäften nicht um den Erwerb von Aktien, sondern um Darlehensverträge handelte. Die als domizillos geltende Firma wurde Anfang Januar 2007 von Amtes wegen als aufgelöst erklärt und befindet sich seither in Liquidation. Weiterhin ist ein Strafverfahren der Schweizer Bundesanwaltschaft im Gang.
Mit Entscheid vom 25. Oktober 2007 eröffnete der Einzelrichter in Schuldbetreibung und Konkurs des Kantons Nidwalden über die bereits aufgelöste Gesellschaft den Konkurs.
Das Konkursverfahren wurde aber mit Verfügung des Einzelrichters in Schuldbetreibung und Konkurs des Kantons Nidwalden vom 18. Dezember 2007 mangels Aktiven eingestellt.
Anschließend erfolgte die Löschung der Gesellschaft im Handelsregister des Kantons Nidwalden im Sinne von Art. 159 Abs. 5 lit. a HRegV (Handelsregisterverordnung) von Amtes wegen, nachdem kein begründeter Einspruch gegen die Löschung erhoben wurde.
Mit Entscheid vom 9. September 2011 ordnete die Einzelrichterin des Kantonsgerichts Nidwalden die Wiedereröffnung eines summarischen Konkursverfahrens nach Art. 164 Abs. 1 lit. a und d HRegV sowie die Wiedereintragung der Gesellschaft unter der Firma „Yimpas Group AG in Liquidation“ in das Handelsregister des Kantons Nidwalden an. Sämtliche bisherigen Mitglieder des Verwaltungsrates und Liquidatoren und deren Zeichnungsberechtigung, nämlich Dursun Uyar, türkischer Staatsangehöriger, in Yozgat (TR), Präsident und Liquidator, mit Kollektivunterschrift zu zweien; Abdullah Örnek, türkischer Staatsangehöriger, in Yozgat (TR), Mitglied und Liquidator, mit Kollektivunterschrift zu zweien; Sükrü Ibis, türkischer Staatsangehöriger, in Yozgat (TR), Mitglied und Liquidator, mit Kollektivunterschrift zu zweien; Mehmet Kaplan, türkischer Staatsangehöriger, in Yozgat (TR), Mitglied und Liquidator, mit Kollektivunterschrift zu zweien, wurden im Handelsregister gelöscht. Als Liquidationsdomizil wurde die Anwaltskanzlei Bratschi Wiederkehr & Buob, Bollwerk 15, 3001 Bern, bestimmt, und als neuer einziger Liquidator mit Einzelunterschrift Dominik Gasser, von Zeiningen, in Muri bei Bern.
Mit einem weiteren Entscheid vom 29. September 2011 eröffnete die Konkursrichterin des Kantonsgerichts Nidwalden mit Wirkung ab dem 29. September 2011 über die wiedereingetragene und bereits aufgelöste Gesellschaft den Konkurs wieder.
Mit Entscheid des Kantonsgerichts Nidwalden vom 26. Januar 2023 wurde das Konkursverfahren geschlossen und die Gesellschaft von Amtes wegen im Handelsregister gelöscht.
In der Stadt Eupen in Belgien betrieb die Holding eine Fleischfabrik.

## Yimpaş in Deutschland
Die Zentrale in der Schweiz hatte mit „Yimpaş GmbH“ eine Tochtergesellschaft in Offenbach am Main. Yimpaş wird in den deutschen Medien immer wieder als die größte und bedeutendste der rund 200 Holdings, in die die deutschtürkischen Anleger zum Teil ihre Lebensersparnisse eingezahlt hätten, genannt, der Skandal bisweilen auch „Yimpaş-Affäre“ bezeichnet. Neben Möbelgeschäften und Supermärkten hatte der Konzern zehn Großkaufhäuser der Metro-Kaufhof-Horten-Gruppe übernommen und in streng nach islamischen Prinzipien wirtschaftende Betriebe umgewandelt und damit das Vertrauen besonders vieler Anleger gewonnen. In den Jahren ab 2002 schlossen die neueröffneten Kaufhäuser jedoch wieder, die für die Handelstätigkeit in Deutschland verantwortliche Tochtergesellschaft ging pleite. Ein Insolvenzverwalter stellte fest, „dass die Kaufhäuser von Anfang an unwirtschaftlich gearbeitet hatten. Zugleich sollen über die Yimpaş-Verwaltungsgesellschaft insgesamt 293 Millionen Euro Anlegergelder in die Türkei abgeflossen sein.“ Dies deute darauf hin, dass die Geschäfte nur dazu dienten, Anleger zu werben.
Faruk Asiltürk, der in der Offenbacher Yimpaş-Zentrale gearbeitet hat, erstattete im Januar 2001 Strafanzeige gegen die Yimpaş-Verantwortlichen wegen Bildung einer kriminellen Vereinigung, Betrugs und Steuerhinterziehung. Über Jahre will er beobachtet haben, wie Yimpaş-Vertreter große Mengen Geld aus Deutschland in die Türkei geschmuggelt hatten.
Unabhängige Recherchen deuten darauf hin, dass mit den Geldern der Anleger, die in einem internationalen Finanzgeflecht verschwunden seien, letztlich türkische Islamisten unterstützt wurden und zudem Angehörige der türkischen Regierung in den Skandal verwickelt sind.
Für die „Yimpaş GmbH“ wurde am 26. Januar 2004 unter dem Aktenzeichen 810 IN 1229/03 beim Amtsgericht Frankfurt am Main das Insolvenzverfahren eröffnet. Die Yimpas Verwaltungs GmbH mit Sitz in Offenbach befindet sich seit 20. Februar 2004 in Liquidation.

## Filmdokumentation
Der WDR sendete 2004 unter dem Namen Konkurs im Namen Allahs. Wie islamische Geschäftemacher die Deutschtürken ausnehmen eine ausführliche Filmrecherche zur Yimpaş-Affäre; Autoren waren die Journalisten Yüksel Uğurlu und Cornelia Uebel.